# Leslie Bader
Leslie Bader (Monroe, 10 november 1963) is een schaatsster uit de Verenigde Staten. Ze vertegenwoordigde haar vaderland op de Olympische Winterspelen 1988 in Calgary.
Ze is getrouwd met schaatser Paul Bader en samen hebben ze twee kinderen.

## Resultaten

### Olympische Spelen
| Jaar | Plaats  | Resultaten                                                |
| ---- | ------- | --------------------------------------------------------- |
| 1988 | Calgary | 23e 500 meter 7e 1000 meter 10e 1500 meter 20e 3000 meter |

### Wereldkampioenschappen
| Jaar                      | Plaats                | Resultaten              |
| ------------------------- | --------------------- | ----------------------- |
| 1987 Allround 1987 Sprint | West Allis Sainte-Foy | 13e Allround 24e Sprint |
| 1988 Allround 1988 Sprint | Skien West Allis      | 9e Allround 15e Sprint  |

### Wereldbeker

#### Wereldbekerklassement
| Seizoen   | 500 m | 1000 m | 1500 m | 3000 & 5000 m |
| --------- | ----- | ------ | ------ | ------------- |
| 1985/1986 | 30e   | 41e    | -      | 26e           |
| 1986/1987 | 21e   | -      | Brons  | 4e            |
| 1987/1988 | -     | 35e    | 37e    | 36e           |

#### Wereldbekermedailles
| Seizoen   | Datum           | Afstand    | Medaille | Baan        |
| --------- | --------------- | ---------- | -------- | ----------- |
| 1986/1987 | 24 januari 1987 | 1500 meter | Brons    | Lake Placid |
| 1986/1987 | 25 januari 1987 | 3000 meter | Brons    | Lake Placid |

## Persoonlijke records
| Afstand    | Tijd    | Datum            | Baan    |
| ---------- | ------- | ---------------- | ------- |
| 500 meter  | 41,57   | 13 februari 1988 | Calgary |
| 1000 meter | 1.21,09 | 13 februari 1988 | Calgary |
| 1500 meter | 2.05,53 | 13 februari 1988 | Calgary |
| 3000 meter | 4.27,32 | 12 november 1988 | Calgary |
| 5000 meter | 7.54,10 | 20 november 1988 | Calgary |